# Davey Arthur
Davey Arthur (* 24. September 1954 in Donegal) ist ein irischer Folkmusiker, Sänger und Songschreiber.

## Leben
Davey Arthur zog im Alter von zwei Jahren nach Schottland, wo er bereits im Alter von 8 Jahren begann, Musik zu machen. Mit 18 ging er zurück nach Irland und komponierte eigene Stücke. In den frühen 70er Jahren war er Mitglied der Gruppe The Buskers, doch erst mit seinem Beitritt zur Irish-Folk-Gruppe The Fureys 1976 wurde er weltbekannt. Im Jahre 1992 verließ er die Gruppe, um sich seiner Solokarriere zu widmen. Seitdem arbeitet er an verschiedenen musikalischen Projekten und ist mit einem eigenen Programm auf Tour.
Davey Arthur gilt als einer der weltbesten Banjospieler.

## Diskografie
Insgesamt ist Davey Arthur Autor von über 40 Kompositionen, welche auf 28 Alben veröffentlicht wurden. Einige Schallplatten wurden mit Silber oder Gold ausgezeichnet. Darüber hinaus finden sich Werke von ihm auf zahlreichen Irish Folk–Samplern.
Soloalben
- Celtic Side Saddle (1995)
- Cut to the Chase (1998)

The Fureys and Davey Arthur
- Emigrant (1977)
- Morning on a Distant Shore (1977)
- Banshee (1978)
- The Sound of the Fureys and Davey Arthur (1980)
- When You Were Sweet 16 (1982, UK: Silber)[1]
- Steal Away (1983)
- Golden Days (1984, UK: Gold)
- In Concert (1984)
- At the End of a Perfect Day (1985, UK: Gold)
- The First Leaves of Autumn (1986)
- Red Rose Café/Irish Eyes/Sitting Alone (1987)
- Dublin Songs (1988)
- Poor Man’s Dream (1988)
- The Scattering (1988)
- The Best of the Fureys and Davey Arthur (1993)
- The Fureys Finest (2002)
- Gallipoli (2007)
- 25th Anniversary Collection (2008)
- 30 years on (2008)